# Статут Української Православної Церкви Київського Патріархату
Статут Української Православної Церкви Київського Патріархату (скорочено: Статут УПЦ КП) — це внутрішній церковний документ на основі якого (і не тільки) здійснює діяльність Українська Православна Церква Київського Патріархату. Статут має вищу силу для всієї УПЦ КП та її установ – Київської патріархії, Синодальних установ, єпархій (єпархіальних управлінь), монастирів, духовних навчальних закладів, парафій, місій, братств, сестринств та інших установ, які входять до складу Української Православної Церкви Київського Патріархату. Для установ УПЦ КП, які діють за кордонами України (Екзархату), положення статуту УПЦ КП застосовуються з урахуванням законодавства країни їхнього місця знаходження.
Право внесення змін та доповнень до даного Статуту має Архієрейський Собор з наступним затвердженням Помісним Собором.

## Історія
Перший статут був прийнятий Помісним Собором УАПЦ 5 червня 1990 року. Потім він зазнав змін та доповнень, ухваленими: Всеукраїнським Православним Собором 26 червня 1992 року, Всеукраїнським Православним Собором Української Православної Церкви Київського Патріархату 22 жовтня 1993 року. Далі змінювався Помісним Собором Української Православної Церкви Київського Патріархату 15 липня 2004 року,і передостання редакція, ухвалена Помісним Собором Української Православної Церкви Київського Патріархату 27 червня 2013 року. Статут УПЦ КП останньої редакції увалений Архієрейським Собором Української Православної Церкви Київського Патріархату 13 травня 2016 року.

## Вищі церковні органи влади і управління
Вищими органами церковної влади і управління є Помісний Собор, Архієрейський собор, Священний Синод на чолі з Патріархом Київським і всієї Руси-України (Місцеблюстителем); Також дорадчим органом в управлінні УПЦ КП є Вища Церковна Рада.

### Вища церковна рада
Вища Церковна Рада є дорадчим органом в управлінні УПЦ КП. Вищу Церковну Раду складають за посадою Святійший Патріарх (Голова), постійні члени Священного Синоду, керівники синодальних установ та за обранням члени з числа духовенства і мирян. Членів Вищої Церковної Ради обирає Архієрейський Собор на пропозицію Святійшого Патріарха. Вища Церковна Рада обирає секретаря Ради, в обов’язки якого входить підготовка матеріалів та постанов засідань Ради.
На засідання Вищої Церковної Ради можуть запрошуватися консультантами правознавці, економісти, фахівці з питань освіти, культури та інші.
В міру необхідності засідання Вищої Церковної Ради скликає Патріарх Київський і всієї Руси-України і головує на них. Вища Церковна Рада обговорює: питання церковно-державних відносин згідно з українським законодавством; участь мирян у церковному житті; зв’язок Церкви з громадським організаціями; участь Церкви у духовно-патріотичному вихованні в Збройних Силах України та інших силових структурах; будівництво та реставрацію храмів і монастирів; участь Церкви у суспільному житті України; співпрацю Церкви із засобами масової інформації; господарські питання.

### Єпархіальні органи вищої церковної влади
Єпархіальним органом церковної влади і управління є правлячий єпархіальний архієрей з Єпархіальною радою та єпархіальними зборами;

### Парафіяльні органи вищої церковної влади
Органом парафіяльного управління є настоятель парафії з Парафіяльною радою і Парафіяльним зборами.

### Право церковного суду
Право церковного суду мають: над єпископом: у першій інстанції — Священний Синод або Архієрейський Собор, у останній апеляційній інстанції — Помісний Собор на чолі з Патріархом; над священиком і дияконом: у першій інстанції — єпархіальний архієрей з Єпархіальною радою, у апеляційній інстанції — Священний Синод; у виключних випадках за рішенням Патріарха і Священного Синоду справа може бути подана на розгляд Архієрейського Собору; над іншими церковнослужителями та мирянами: у першій інстанції — настоятель з Парафіяльною радою, у апеляційній інстанції — єпархіальний архієрей з Єпархіальною радою; у виключних випадках за рішенням єпархіального архієрея справа може бути подана на розгляд Патріарха і Священного Синоду.

## Установи УПЦ Київського Патріархату
Київська патріархія на чолі з Патріархом Київським і всієї Руси-України, єпархіальні управління, вікаріати, синодальні установи, парафії, монастирі, духовні навчальні заклади, братства, місії і закордонні установи мають цивільну правоздатність (право юридичної особи), яка набувається в момент державної реєстрації їх статутів.

#### Київська патріархія та синодальні установи
Київська патріархія є центральною установою Української Православної Церкви Київського Патріархату, яка об'єднує Синодальні структури, і якою безпосередньо керує Патріарх Київський і всієї Руси-України (Місцеблюститель), вона також має виключне право повноважно представляти Патріарха Київського і всієї Руси-України і Священний Синод в межах своєї діяльності та своєї компетенції. Для допомоги Патріарху Київському і всієї Руси-України (Місцеблюстителю) в керівництві поточною діяльністю Київської патріархії Патріарх (Місцеблюститель) призначає Керуючого справами Київської патріархії в архієрейському сані та визначає обсяг його обов'язків і повноважень. Фінансами Київської патріархії безпосередньо розпоряджається Патріарх Київський і всієї Руси-України, він укладає угоди від імені Київської патріархії, видає доручення, відкриває рахунки, в тому числі і валютні, у банківських установах. Синодальні установи є установами УПЦ КП, які керують загально-церковними справами в межах їх компетенції а їх діяльність визначається статутами і положеннями, затвердженими Патріархом Київським і всієї Руси-України. Київська патріархія і синодальні установи є органами виконавчої влади Патріарха Київського і всієї Руси-України і Священного Синоду.
Синодальні установи створюються, реорганізуються або ліквідуються за рішенням Архієрейського Собору чи Священного Синоду і підзвітні їм. Статути Київської патріархії і синодальних установ, а також зміни та доповнення до них затверджуються Патріархом Київським і всієї Руси-України. Синодальні установи очолюють особи, яких призначає Священний Синод.

##### Список Синодальних установ Української Православної Церкви Київського Патріархату
- Управління у справах духовної освіти (Учбовий комітет);
- Видавниче управління (Видавничий відділ);
- Управління зовнішніх церковних зв'язків;
- Синодальне управління військового духовенства;
- Економічне управління;
- Управління з духовного виховання в місцях позбавлення волі;
- Управління з питань благодійницької діяльності і гуманітарної допомоги;
- Управління катехізації та релігійної освіти;
- Управління у справах молоді;
- Інформаційне управління.

## Єпархії
Українська Православна Церква Київського Патріархату ділиться на єпархії – місцеві Церкви, які очолюються єпархіальними архієреями – керуючими єпархіями і складаються з парафій, об’єднаних у благочиння, а також з монастирів і духовних навчальних закладів, братств, сестрицтв і місій, які знахо¬дяться на території даної єпархії. Єпархія утворюється, реорганізується і ліквідується за рішенням Священного Синоду з наступним затвердженням Архієрейським Собором. Кордони єпархії визначаються Священним Синодом відповідно до адміністративно-територіального поділу областей і районів України. В кожній єпархії існують органи єпархіального управління, які діють в межах, визначених канонами, статутом УПЦ КП та власним статутом. Для задоволення церковних потреб в єпархіях можуть бути створені необхідні установи, діяльність яких визначається статутами, затвердженими Священним Синодом.

### Єпархіальний архієрей
Єпархіальний архієрей (керуючий єпархією), за наступництвом влади від святих Апосто¬лів, є предстоятелем місцевої Церкви – єпархії, який канонічно і соборноправно керує нею разом з кліром і мирянами.  Він обирається і призначається Священним Синодом з урахуванням думки духовенства і мирян єпархії і отримує Указ про це Патріарха Київського і всієї Руси-України. Кандидати на архієреїв обираються зі священиків-ченців або з білого духовенства (які не перебувають у шлюбі, з обов’язковим постригом в чернецтво), як правило у віці не молодше 30 ро¬ків. Кандидат на єпископа за своїми моральними якостями повинен відповідати високому званню єпископа і мати вищу богословську освіту. Він користується повнотою ієрархіч¬ної влади у справах віровчення, священнодіяння й управління, є повноважним представником Церкви перед державними органами влади з питань у межах своєї єпархії  та носить титул, який включає в себе найменування кафедрального міста. Архієрейські титули визначаються Священним Синодом.
Єпархіальний архієрей може мати вікарного єпископа з обов’язками, що визначаються єпархіальним архієреєм. Вікарний єпископ призначається Священним Синодом на прохання єпархіального архієрея.
Єпархіальний архієрей рукопокладає і призначає священиків і дияконів й інших кліриків на парафії та звільняє їх, призначає та звільняє всіх працівників єпархіальних установ, благословляє чернечі постриги. Владика має право приймати в клір своєї єпархії духовенство з інших єпархій за наявності відпускних грамот, а також відпускати священнослужителів до інших єпархій, надаючи відпускні грамоти й особисті справи на запит архієреїв. Без згоди єпархіального архієрея рішення органів єпархіального управління не вступає в законну силу. Єпархіальний архієрей може звертатися з архипастирським посланнями до кліру і мирян своєї єпархії.

#### Обов'язки єпархіального архієрея
В обов’язки єпархіального архієрея входить за визначеною формою представляти Патріарху Київському і всієї Руси-України щорічний звіт про свою діяльність та про адміністративно-релігійний та фінансово-господарський стан єпархії. А також відправляти регулярно богослужіння і проповідувати; Піклуватися про призначення священнослужителів на парафії; піклуватися про збереження чистоти православної віри, християнської моралі і побожності; стежити за побожним відправленням богослужіння. відповідати за виконання положень статуту, постанов Соборів і Священного Синоду, указів та розпоряджень Святійшого Патріарха; скликати єпархіальні збори, єпархіальні ради і головувати на них; затверджувати статути парафій та інших церковних підрозділів, які входять до складу його єпархії; згідно з церковними канонами відвідувати парафії своєї єпархії і здійснювати контроль за діяльністю духовенства та парафіяльних рад згідно з їх статутами; дбати про належний духовний і освітній рівень духовенства своєї єпархії; мати архипастирський нагляд за життям і діяльністю монастирів своєї єпархії; представляти для призначення Священним Синодом ректорів духовних навчальних закладів; надавати відпустки духовенству; клопотати перед Патріархом Київським і всієї Руси-України про церковні нагороди духовенства і мирян, а також самому нагороджувати в межах своєї компетенції; надавати благословення на відкриття нових парафій; благословляти будівництво і ремонт храмів, молитовних будинків і каплиць та турбуватися про їх зовнішній та внутрішній вигляд відповідно до православної церковної традиції; освячувати храми, каплиці і молитовні будинки; розпоряджатися фінансами єпархії, укладати від імені єпархії угоди, видавати доручення, відкривати рахунки в банківських установах; здійснювати контроль за релігійною, адміністративною та фінансовою діяльністю парафій, монастирів, навчальних закладів та інших підрозділів єпархії; піклуватися про благодійницьку діяльність і гуманітарну допомогу; піклуватися про забезпечення парафій усім необхідним для звершення богослужінь; здійснювати церковний суд над духовенством і церковнослужителями у першій інстанції; вирішувати відповідно до церковних канонів питання, які виникають при укладенні церковних шлюбів і розлучень; вирішувати питання, пов’язані з володінням, користуванням і розпорядженням майном єпархії згідно з чинним законодавством України; піклуватися про видання і розповсюдження церковних газет і журналів та іншої духовної літератури;  стежити за церковною дисципліною духовенства та його моральним станом.
Єпархіальним архієреям надається право відлучатися зі своїх єпархій з поважних причин на термін не більше 14 днів, не отримуючи попереднього дозволу вищої церковної влади; на більший термін відлучення архієрей повинен брати дозвіл у Святійшого Патріарха в установленому порядку.
Утримання єпархіальних архієреїв визначається Священним Синодом. При звільненні на спокій і вихід на пенсію – пенсія визначається відповідно до пенсійного законодавства України.
Якщо єпархія овдовіє (залишиться без архієрея) єпархією тимчасово керує архієрей, призначений Патріархом Київським і всієї Руси-України. Тимчасово керуючий єпархією архієрей не приймає рішень, які стосуються реорганізації єпархіального життя, не переміщає духовенства на парафіях і не робить суттєвих змін в єпархіальному житті. Під час удівства єпархії Єпархіальна рада створює комісію для інвентаризації єпархіального майна і складає відповідний акт для передачі єпархії новопризначеному архієрею. Церковне майно, яким володів спочилий архієрей за своїм положенням і посадою і яке знаходиться в офіційній архієрейській резиденції, після його смерті переходить у власність єпархії. Особисте майно спочилого архієрея успадковується відповідно до чинного законодавства України.

### Єпархіальні збори
Єпархіальні збори, які очолює єпархіальний архієрей, є органом управління єпархією і складаються з кліру, представників чернецтва і мирян, які живуть на території єпархії і входять до канонічних підрозділів єпархії. Єпархіальні збори скликаються єпархіальним архієреєм за необхідністю і його розсудом. Головою єпархіальних зборів є єпархіальний архієрей. Єпархіальні збори обирають заступника голови і секретаря. Заступник голови може керувати зборами за дорученням єпархіального архієрея. Секретар несе відповідальність за підготовку протоколів засідання єпархіальних зборів. Кворум зборів складає проста більшість його членів. Рішення приймаються більшістю голосів. У випадку рівності, голос голови є вирішальним.
Єпархіальні збори мають право обирають делегатів на Помісний Собор та членів єпархіальної ради; вирішують питання церковного життя в межах єпархії. Протоколи єпархіальних зборів підписують голова, його заступник і секретар.

### Єпархіальна рада
Єпархіальна рада, яку очолює єпархіальний архієрей, є дорадчим органом управління єпархією. Єпархіальна рада утворюється з благословення єпархіального архієрея і складається з п’яти осіб – чотирьох у священному сані і одного мирянина, три з яких призначаються архієреєм, а два призначаються єпархіальними зборами на три роки. Єпархіальна рада має право церковного суду в першій інстанції.
Єпархіальна рада засідає регулярно, але не рідше одного разу на півроку. Кворум єпархіальної ради складає більшість її членів. Єпархіальна рада працює на підставі порядку денного, запропонованого головою. Єпархіальний архієрей призначає секретаря єпархіальної ради з числа її членів. Секретар відповідає за підготовку необхідних матеріалів і складає протоколи засідань. Єпархіальна рада: допомагає архієрею в управлінні єпархією; розглядає скарги духовенства і парафіяльних рад; піклується про будівництво і ремонт храмів; контролює діяльність парафіяльних рад; розглядає парафіяльні звіти; здійснює ревізію єпархіальних установ; вирішує справи, які єпархіальний архієрей направляє в єпархіальну раду для винесення рішень та надання рекомендацій; розглядає питання богослужбової практики і церковної дисципліни;  розглядає питання благодійництва та гуманітарної допомоги.

### Єпархіальні управління та інші єпархіальні установи
Єпархіальне управління є виконавчо-розпорядчим органом єпархії, знаходиться під безпосереднім керівництвом єпархіального архієрея і разом з іншими єпархіальними установами покликане допомагати архієрею в здійсненні його виконавчої влади. Єпархіальний архієрей керує діяльністю єпархіального управління і всіх єпархіальних установ, призначає та звільняє посадових осіб згідно зі штатним розкладом.
Діяльність єпархіальних управлінь, як і інших єпархіальних установ регламентується єпархіальними статутами та архієрейськими розпорядженнями. Кожне єпархіальне управління повинно мати канцелярію, бухгалтерію, архів та необхідну кількість інших відділів, які забезпечують видавничу, інформаційну, соціально-благодійницьку, просвітницько-виховну, будівельно-реставраційну, господарську та інші види єпархіальної діяльності.
Секретар єпархіального управління несе відповідальність за діловодство єпархії і в межах, визначених єпархіальних архієреєм, допомагає йому в управлінні єпархією та в керівництві єпархіальним управлінням.

### Благочиння (Деканати)
Єпархія ділиться на благочиння (деканати) на чолі з благочинними, які обираються духовенством благочиння і призначаються єпархіальним архієреєм. Межі благочинь (деканатів) визначаються адміністративним поділом області. До обов’язків благочинного (декана) належить: турбота про збереження чистоти православної віри і належне духовно-моральне виховання віруючих; нагляд за відправленням богослужінь, за станом церковної проповіді, за достойним станом вівтаря, престолу, жертовника та всього храму в цілому; турбота про виконання постанов і розпоряджень єпархіальної влади; контроль за своєчасним надходженням парафіяльних внесків на утримання єпархії;  надання порад священнослужителям як стосовно виконання ними своїх обов’язків, так і стосовно їх особистого життя; вирішення суперечок між духовенством і парафіяльними радами без формального судочинства і з доповіддю про найбільш значимі та вагомі інциденти єпархіальному архієрею; розслідування церковних правопорушень за вказівкою єпархіального архієрея; клопотання перед єпархіальним архієреєм про церковні нагороди духовенства і мирян; внесення пропозицій єпархіальному архієрею щодо заміщення вакантних посад у парафіях священиками, дияконами, псаломщиками і регентами; піклування про задоволення релігійних потреб віруючих у парафіях, де тимчасово відсутні священнослужителі; спостереження за будівництвом і ремонтом храмів у межах благочиння; турбота про забезпечення храмів усім необхідним для звершення богослужінь і нормального парафіяльного діловодства; піклування про розповсюдження газет, журналів та іншої духовної літератури і виконання інших обов’язків, покладених на нього єпархіальним архієреєм.
Благочинний повинен не менше одного разу на рік відвідувати всі парафії свого благочиння для перевірки належного відправлення богослужінь, внутрішнього і зовнішнього вигляду храмів, а також для перевірки належного ведення парафіяльних справ.
З благословення єпархіального архієрея, на прохання настоятеля, парафіяльної ради або парафіяльних зборів благочинний може проводити засідання парафіяльних зборів. З благословення єпархіального архієрея благочинний може скликати священників для розгляду загальних церковних потреб благочиння. Щорічно благочинний представляє єпархіальному архієрею звіт про стан благочиння і про свою діяльність. Діяльність благочинного фінансується з коштів його парафії, а за необхідності – із загальноєпархіальних внесків.

## Парафії
Парафія – це громада православних християн УПЦ КП, яка складається зі священнослужителів і мирян та знаходиться під канонічним управлінням свого єпархіального архієрея і призначеного ним священика – настоятеля і є неприбутковою релігійною організацією.  Парафія утворюється з благословення єпархіального архієрея на загальних зборах віруючих. Для отримання статусу та прав юридичної особи парафія здійснює реєстрацію власного Статуту та інші реєстраційні процедури у порядку, визначеному законодавством України.
Парафія у своїй діяльності керується статутом УПЦ КП, постановами Помісних та Архієрейських Соборів Української Православної Церкви Київського Патріархату, постановами Священного Синоду, указами та розпорядженнями єпархіального архієрея, парафіяльним Статутом, а також законодавством України. Парафія у своїй релігійній, адміністративно-фінансовій і господарській діяльності підзвітна єпархіальному архієрею. Парафія виконує рішення єпархіальних зборів, єпархіальної ради і розпорядження єпархіального архієрея.
Парафія або релігійна громада УПЦ КП може отримати у власність або в користування церкву, отримати в оренду приміщення, купити будинок або інше приміщення для церковних потреб, а також придбати у власність інше необхідне їй майно.

### Органи парафіяльного управління
Органами парафіяльного управління є парафіяльні збори на чолі з настоятелем та парафіяльна рада.
Парафія відраховує зі своїх надходжень кошти на утримання єпархіального управління та загальноцерковні потреби.
В разі припинення діяльності парафії, розпорядження рухомим і нерухомим майном, фінансами, які є її власністю, здійснюється відповідно до її Статуту і чинного законодавства за участю представника єпархіального управління. Інше майно повертається попереднім власникам.
Релігійна громада, яка бажає перейти до Київського Патріархату, повідомляє про це Єпархіальне управління, яке може таку громаду прийняти чи не при¬йняти. Релігійна громада, яка вступає в юрисдикцію УПЦ КП, повинна прийняти її статут і відповідно внести зміни і доповнення до свого попереднього статуту.
Парафіям, які того бажають, дозволяється зберігати в своїх парафіяльних статутах назву «Українська Автокефальна Православна Церква», але з обов’язковим зазначенням про приналежність до Київського Патріархату.

### Настоятель
На чолі кожної парафії Української Православної Церкви Київського Патріархату стоїть настоятель, якого призначає та звільняє єпархіальний архієрей. У своїй діяльності настоятель підзвітний єпархіальному архієрею. Настоятель несе відповідальність за звершення богослужінь згідно з церковним уставом, виконання треб, церковну проповідь, релігійно-моральне виховання членів парафії. Він повинен сумлінно виконувати всі богослужбові, пастирські й адміністративні обов'язки, які визначаються його посадою відповідно до церковних канонів і даного Статуту. Настоятель може бути головою парафіяльної ради. Виключно з дозволу єпархіального архієрея настоятель може в установленому порядку отримати відпустку і тимчасово залишити свою парафію.

#### Обов'язки настоятеля
До обов’язків настоятеля, зокрема, входить: керівництво причтом у виконанні ним богослужбових і пастирських обов’язків; нагляд за станом храму, його начинням, наявністю всього необхідного для звершення богослужінь у відповідності до вимог богослужбового уставу; піклування про правильне і побожне читання і спів у храмі; турбота про виконання розпоряджень єпархіального архієрея; організація недільних шкіл, благодійництва, церковно-громадської і просвітницької діяльності парафії; скликання і головування на засіданнях парафіяльних зборів; піклування про виконання рішень парафіяльних зборів і спостереження за діяльністю парафіяльної ради; представлення інтересів парафії в органах державної влади і місцевого самоврядування; надання єпархіальному архієрею безпосередньо або через благочинного щорічних звітів про стан парафії та її діяльність; організація парафіяльної бібліотеки; розповсюдження церковних газет і журналів та духовної літератури; видача свідоцтв про хрещення та шлюби.

### Причт
Причт парафії визначається у такому складі: священик, диякон і псаломщик. Число членів причту може бути збільшено чи скорочено єпархіальною владою на прохання парафії у відповідності до її потреб, але причт повинен складатися не менше, як із двох осіб: священика і псаломщика. Обрання і призначення священно- і церковнослужителів здійснюється єпархіальним архієреєм. Щоб бути рукопокладеним на диякона чи священика, необхідно: бути членом Української Православної Церкви Київського Патріархату; бути повнолітнім, чоловічої статі; мати необхідні моральні якості; мати необхідну богословську підготовку; мати свідчення духівника про відсутність канонічних перешкод для рукопокладення; не знаходитися під церковним чи цивільним судом; прийняти церковну присягу.
Члени причту можуть переміщатися і звільнятися зі своїх парафій єпархіальним архієреєм за особистим проханням, проханням парафії, за церковним судом або за церковною доцільністю. Причт парафії несе відповідальність за духовно-моральний стан парафії і за виконання своїх богослужбових і пастирських обов’язків. Члени причту не можуть залишати парафію без дозволу церковної влади, отриманого в установленому порядку.
Священнослужитель може брати участь у звершенні богослужіння в іншій парафії за згодою єпархіального архієрея тієї єпархії, в якій дана парафія знаходиться, або з дозволу благочинного чи настоятеля за наявності посвідчення, яке підтверджує його канонічну правоздатність. Згідно з 13-м правилом IV Вселенського Собору і 17-м правилом VI Вселенського Собору священнослужителі можуть бути прийняті в іншу єпархію тільки за наявності відпускної грамоти єпархіального архієрея.

### Парафіяни
Парафіянами є особи православного віросповідання, які мають живий зв’язок зі своєю парафією. Кожен парафіянин зобов’язаний брати участь у богослужінні, регулярно приступати до сповіді і святого причастя, зберігати канони і церковні постанови, звершувати діла віри, намагатися духовно удосконалювати себе і сприяти добробуту парафії. Обов’язком парафіян є турбота про матеріальне забезпечення причту і храму.

### Парафіяльні збори
Вищим органом управління парафії є парафіяльні збори, очолювані настоятелем парафії, який за посадою є головою парафіяльних зборів.
Парафіяльні збори скликаються настоятелем або, за рішенням єпархіального архієрея, благочинним, або іншим повноважним представником єпархіального архієрея не рідше одного разу на рік.
Членами парафіяльних зборів парафії, статут якої зареєстровано у відповідності до державного законодавства, є настоятель, засновники та парафіяни даної парафії, які виконують статут УПЦ КП і статут парафії, регулярно беруть участь у богослужбовому та парафіяльному житті парафії, відомі своєю ревністю до православної віри, провадять християнський спосіб життя, беруть активну участь у вирішенні парафіяльних справ, досягли 18-літнього віку, не знаходяться під забороною, а також під церковним судом. На парафіяльні збори з правом дорадчого голосу можуть бути запрошені представники органів державної влади та місцевого самоврядування.
Прийняття до числа засновників парафії, статут якої зареєстровано у відповідності до державного законодавства, та вихід із їх числа здійснюється на підставі прохання (заяви) рішенням парафіяльних зборів. У випадку визнання особи з числа засновників парафії або члена парафіяльних зборів невідповідним займаному положенню, така особа може бути виключеною з числа засновників парафії та з членів парафіяльних зборів рішенням парафіяльних зборів. Члени парафіяльних зборів, які не визнають для себе обов'язковим статут УПЦ КП, відступили від канонів і постанов Української Православної Церкви Київського Патріархату, втрачають право членства у парафіяльних зборах. Парафіяльні збори, присвячені обранню і переобранню членів парафіяльної ради, проводяться за участю благочинного або іншого представника єпархіального архієрея.
Парафіяльні збори правоздатні приймати рішення за умови участі в них не менше половини членів. Постанови парафіяльних зборів приймаються простою більшістю голосів при рівності голосів, вирішальним голосом є голос голови. Головою парафіяльних зборів є настоятель. Парафіяльні збори обирають секретаря з числа своїх членів, який несе відповідальність за складання протоколу засідання. Протокол парафіяльних зборів підписують голова і секретар зборів. Парафіяльні збори проводяться згідно з прийнятим порядком денним, запропонованим головою зборів.

#### Обов'язки парафіяльних зборів
До обов’язків парафіяльних зборів належать: збереження внутрішньої єдності парафії і сприяння її духовно-моральному зростанню; прийняття статуту парафії, змін і доповнень до нього, які затверджуються єпархіальним архієреєм і набувають чинності після реєстрації відповідно до законодавства України; розгляд питання про членство у парафіяльних зборах; обрання парафіяльної ради і ревізійної комісії; планування фінансово-господарської діяльності парафії; збереження церковного майна і турбота про його примноження; планування витрат, включаючи витрати на благодійницьку і просвітницьку діяльність та єпархіальні внески; розгляд та схвалення проектно-кошторисної документації на будівництво і ремонт церковних приміщень; розгляд фінансових звітів парафіяльної ради і доповідей ревізійної комісії; розгляд штатного розкладу і визначення утримання членам причту і парафіяльної ради, хору та іншим працівникам храму;твизначення порядку розпорядження майном парафії, згідно зі статутом парафії та чинним законодавством України; турбота про придбання церковного начиння, богослужбових книг, ікон і всього необхідного для відправлення богослужінь; турбота про стан церковного співу; розгляд скарг на членів парафіяльної ради і ревізійної комісії;

### Парафіяльна рада
Парафіяльна рада є виконавчим розпорядчим органом парафіяльних зборів і підзвітна настоятелю та парафіяльним зборам.
Парафіяльна рада складається з голови – церковного старости, його заступника і скарбника. Парафіяльна рада обирається з числа членів парафіяльних зборів. Головою парафіяльної ради може бути настоятель парафії. Єпархіальний архієрей має право виключити зі складу парафіяльної ради її члена, якщо він не визнає або порушує церковні канони та статут парафії. У виключних випадках, заради церковного миру, єпархіальний архієрей має право призначати голову парафіяльної ради.
Члени парафіяльної ради можуть бути виключені зі складу парафіяльної ради за рішенням парафіяльних зборів або за розпорядженням єпархіального архієрея за наявності обґрунтованих підстав.
Голова парафіяльної ради – церковний староста – представляє парафіяльну раду в ділових, фінансово-господарських і адміністративних питаннях, а також у суді; у необхідних випадках видає доручення. У разі необхідності парафіяльні збори мають право доручити повноважному представнику ведення справ з громадськими організаціями, а також захист інтересів парафії в суді.
Всі офіційні документи парафії підписують настоятель і голова парафіяльної ради – церковний староста. У випадку, якщо головою парафіяльної ради є настоятель, другий підпис належить скарбнику. Банківські та інші фінансові документи підписують голова парафіяльної ради і скарбник (або бухгалтер). В цивільних правовідносинах скарбник виконує обов’язки головного бухгалтера. Скарбник веде облік і збереження грошових коштів, пожертв та інших надходжень, складає річний фінансовий звіт. Парафія веде бухгалтерську звітність. У разі переобрання парафіяльними зборами голови парафіяльної ради або зміни складу парафіяльної ради, парафіяльні збори утворюють комісію з трьох членів, які складають акт про наявність майна і грошових коштів. Парафіяльна рада приймає матеріальні цінності на підставі цього акту. Обов’язки заступника голови парафіяльної ради визначаються парафіяльними зборами. До обов’язків скарбника належить облік і збереження грошових коштів та інших пожертв, ведення прибутково-витратних книг, здійснення за вказівкою голови парафіяльної ради фінансових операцій у межах бюджету та складання річного фінансового звіту.

#### Обов'язки парафіяльної ради
В період між засіданнями парафіяльних зборів парафіяльна рада: виконує рішення парафіяльних зборів; представляє на розгляд і затвердження парафіяльних зборів плани господарської діяльності, плани річних витрат та фінансові звіти; несе відповідальність за збереження в належному стані храму, інших церковних приміщень, церковної території і всього майна, яке знаходиться у власності або в користуванні парафії, і веде його облік; піклується про придбання церковного майна, веде інвентарні книги; вирішує поточні господарські питання; розпоряджається коштами парафії з відома настоятеля і під контролем настоятеля та веде їх облік; піклується про житло для духовенства у тих випадках, коли воно має в ньому потребу; за узгодженням з настоятелем, у відповідності до штатного розкладу, приймає на роботу необхідний персонал для обслуговування; піклується про зовнішній і внутрішній вигляд церкви, його охорону, підтримує порядок під час богослужінь; підтримує контакти з органами державної влади, місцевого самоврядування та громадськими організаціями; турбується про забезпечення храму всім необхідним для відправлення богослужінь.

### Ревізійна комісія
Парафіяльні збори зі свого складу обирають ревізійну комісію парафії у складі голови і двох членів. Ревізійна комісія підзвітна парафіяльним зборам.
Ревізійна комісія перевіряє фінансово-господарську діяльність парафії, збереження та облік майна, його використання за призначенням, щороку проводить інвентаризацію, контролює грошові надходження і пожертви та витрати грошових коштів. Результати перевірок і відповідні рекомендації ревізійна комісія представляє на розгляд парафіяльних зборів. В разі виявлення зловживань ревізійна комісія інформує парафіяльні збори для прийняття необхідних рішень. Право ревізії фінансової і господарської діяльності парафії належить також єпархіальному архієрею. Члени парафіяльної ради і ревізійної комісії не можуть бути близькими родичами.
При виявленні зловживань, нестачі майна та грошових коштів, а також при виявленні помилок у веденні й оформленні фінансових операцій, парафіяльні збори приймають відповідне рішення. Вони мають право подати позов до суду, попередньо отримавши на те згоду єпархіального архієрея.

#### Обов'язки ревізійної комісії
До обов’язків ревізійної комісії належить: регулярна ревізія, включаючи перевірку наявності грошових коштів, законності і правильності витрат і ведення парафією обліку витрат; нагляд за станом майна; щорічна інвентаризація; контроль за церковними пожертвами. Ревізійна комісія складає акти перевірок і представляє їх на чергове або надзвичайне засідання парафіяльних зборів.

## Монастирі
Монастир – це церковна установа, де живе і діє чоловіча або жіноча громада, яка складається з православних християн, що добровільно обрали чернечий спосіб життя для духовного і морального удосконалювання, спільного сповідання православної віри, присвятили себе молитві, праці та побожному життю.
Рішення про заснування, реорганізацію або ліквідацію монастиря належить Патріарху Київському і всієї Руси-України і Священному Синоду за поданням єпархіального архієрея. Для отримання статусу та прав юридичної особи монастир здійснює реєстрацію власного статуту та інші реєстраційні процедури у порядку, визначеному законодавством України. Ставропігійні монастирі проголошуються рішенням Патріарха Київського і всієї Руси-України та Священного Синоду з дотриманням церковних канонів. Ставропігійні монастирі перебувають під загальним керівництвом і канонічним управлінням Патріарха Київського і всієї Руси-України. Єпархіальні монастирі перебувають під керівництвом і канонічним управлінням єпархіальних архієреїв. Зарахування в монастир і звільнення з нього відбувається через благословення і розпорядження єпархіального архієрея після представлення настоятелем (настоятельницею) або намісником.
Монастирі живуть і управляються відповідно до положень статуту УПЦ КП та свого власного Статуту, зареєстрованого відповідно до законодавства України, а також загального положення про православні монастирі і чернецтво. Монастирі можуть мати скити і подвір’я. Скитом і подвір’ям називається громада православних християн, яка є у підпорядкуванні монастиря і знаходиться за його межами. Діяльність скита і подвір’я регламентується Статутом того монастиря, до якого вони належать, і своїм власним Статутом. Скит і подвір’я знаходяться в юрисдикції того ж архієрея, що і монастир. Монастир може купувати, будувати чи орендувати будинки, а також набувати у власність інше рухоме і нерухоме майно.

## Духовні навчальні заклади
Духовними навчальними закладами УПЦ КП є вищі і середні спеціальні навчальні заклади, які готують священно- і церковнослужителів, богословів та інший причт та кліриків (регентів церковного хору).
Духовні навчальні заклади перебувають під загальною опікою Патріарха Київського і всієї Русі-України, яка здійснюється через Управління у справах духовної освіти (Учбовий комітет). Канонічно духовні навчальні заклади входять в юрисдикцію того єпархіального архієрея, на території єпархії якого вони знаходяться. Духовні навчальні заклади засновуються, реорганізуються і ліквідуються рішенням Священного Синоду після представлення єпархіального архієрея, підтриманого Учбовим комітетом. Духовні навчальні заклади керуються і здійснюють свою діяльність на підставі даного Статуту і свого власного Статуту, затвердженого Святійшим Патріархом і Священним Синодом та зареєстрованого відповідно до законодавства України. Духовні навчальні заклади можуть одержувати у власність або в користування храми, будівлі та інше майно, а також можуть будувати або купувати приміщення для своїх потреб і набувати у власність інше рухоме і нерухоме майно.

## Фінанси та майно та інші питання
Фінанси УПЦ КП і її установ (Єпархій і парафій, синодальних установ, монастирів, духовних навчальних закладів) складаються з: пожертв при звершенні богослужінь, таїнств, треб і обрядів; добровільних пожертв фізичних і юридичних осіб, державних, громадських та інших підприємств, установ, організацій і фондів; пожертв від розповсюдження предметів православного релігійного призначення і православної релігійної літератури (книг, журналів, газет, аудіовідеозаписів), а також від реалізації таких предметів; надходжень від підприємницької діяльності установ, підприємств Української Православної Церкви Київського Патріархату, що використовуються на статутні цілі УПЦ КП; відрахувань синодальних установ, єпархій, єпархіальних установ, місій, а також від парафій, монастирів, братств, сестрицтв, їх підприємств, організацій, фондів та ін.; відрахувань від прибутку підприємств, заснованих канонічними підрозділами Української Православної Церкви Київського Патріархату самостійно або разом з іншими юридичними або фізичними особами; інших не заборонених законодавством надходжень, у тому числі прибутків від цінних паперів і вкладів, розміщених на депозитних рахунках, а також від здачі приміщень в оренду.
Загальноцерковний план витрат формується за рахунок коштів, відрахованих єпархіями, ставропігійними монастирями та іншими установами, а також благодійних пожертвувань, що надходять цільовим призначенням. Розпорядником загальноцерковних коштів є Патріарх Київський і всієї Руси-України. Розпорядниками коштів синодальних установ у межах запланованих витрат є їхні керівники.
Єпархія може отримувати для своїх потреб земельні ділянки, будівлі, в тому числі культові, приміщення для виробничої, соціальної, благодійницької, культурно-просвітницької діяльності, а також інше майно, необхідне для забезпечення своєї статутної діяльності, яке надається органами державної влади та місцевого самоврядування, державними, муніципальними, громадським та іншими організаціями, а також громадянами згідно з законодавством України, або мати їх у власності. Розпорядником загальноєпархіальних коштів є єпархіальний архієрей.
Кошторис витрат духовних навчальних закладів затверджується єпархіальним архієреєм.
Розпорядниками коштів парафій, монастирів, духовних навчальних закладів, братств і сестрицтв, на основі підзвітності єпархіальним архієреям, є відповідно голови парафіяльних рад разом з членами парафіяльних рад на основі підзвітності парафіяльним зборам на чолі з настоятелями парафій, намісниками або настоятелями (настоятельницями) монастирів, ректори духовних навчальних закладів, голови братств або сестрицтв разом з членами рад братств і сестрицтв.
Парафія, монастир, духовний навчальний заклад, братство і сестрицтво мають право використовувати для своїх потреб земельні ділянки, будівлі, в тому числі культові, приміщення для виробничої, соціальної, благодійної діяльності, пам’ятки історії та культури, а також інше майно, необхідне їм для забезпечення своєї статутної діяльності, надане їм органами державної влади та місцевого самоврядування, державними, муніципальними, громадськими та іншими організаціями і громадянами у відповідності до законодавства України, або мати їх у власності. З благословення єпархіального архієрея парафія може мати приписні храми і каплиці, в тому числі в лікарнях, у будинках-інтернатах, у будинках для перестарілих, у військових частинах, в місцях позбавлення волі, на кладовищах, а також в інших місцях – при дотриманні законодавства. У встановленому порядку парафія, монастир, духовний навчальний заклад, братство чи сестринство можуть орендувати, а також будувати або купувати у власність будинки і приміщення для своїх потреб, рівно ж як і набувати у власність інше необхідне майно. Церковні кошти вносяться на збереження в банк на ім’я юридичної особи (Київської патріархії, Синодальної установи, єпархіального управління, парафії, монастиря, духовного навчального закладу, братства, сестринства та інших) і отримуються за підписом розпорядників коштів.

### Фінансова ревізія
Патріарх Київський і всієї Руси-України і Священний Синод мають право фінансової ревізії загальноцерковних і єпархіальних коштів. Для здійснення такої ревізії створюється спеціальна синодальна комісія. Фінансова ревізія ставропігійних монастирів здійснюється ревізійною комісією, призначеною Патріархом Київським і всієї Руси-України. Фінансова ревізія єпархіальних монастирів, єпархіальних установ і парафій проводиться за вказівкою єпархіального архієрея ревізійною комісією, призначеною єпархіальною владою. В разі припинення діяльності парафії, монастиря, духовного навчального закладу, братства, сестринства, відповідно до зареєстрованих статутів, їх рухоме і нерухоме майно та фінанси переходять у розпорядження єпархіального управління як юридичної особи і правонаступника.

### Пенсійне забезпечення
Священнослужителі і церковні працівники отримують державну пенсію у відповідності до законодавства України. Українська Православна Церква Київського Патріархату може створювати, незалежно від державних, свої допоміжні страховий і пенсійний фонди.

### Ліквідація релігійних громад
Для ліквідації парафії, монастиря, духовного навчального закладу, братства, сестринства, місії єпархіальним архієреєм створюється ліквідаційна комісія. Рішення ліквідаційної комісії оформлюється протоколом і затверджується єпархіальним архієреєм.

### Печатки
Патріарх Київський і всієї Руси-України та єпархіальні архієреї мають штамп і круглу печатку з іменем, титулом і символом. Священний Синод, Київська патріархія, Синодальні установи, Єпархіальні управління, монастирі, духовні навчальні заклади, парафії, місії, братства, сестринства та інші установи Української Православної Церкви Київського Патріархату, що мають право юридичної особи, мають штамп і круглу печатку з символом.

### Інші положення
Єпископам і священикам УПЦ КП забороняється вінчати двох осіб однієї статі. У випадку порушення цієї заборони надане благословення є недійсним, а винний у його наданні священнослужитель підлягає церковному суду.